# Koalatest
De Koalatest is een verplichte taalvaardigheidstest voor Vlaamse kleuters, ontwikkeld door het Centrum voor Taal en Onderwijs van de KU Leuven, met als doel het identificeren van mogelijke taalachterstand.
De taalscreening werd ingevoerd in het schooljaar 2021-2022 en wordt afgenomen bij alle kinderen in de derde kleuterklas van het Vlaams onderwijs. De naam "Koala" verwijst naar "kleuteronderwijs" (KO) en "luistervaardigheid" (L).
De test wordt gehouden van 10 oktober tot 30 november en bestaat uit twee delen. Deel A wordt individueel afgenomen, terwijl deel B plaatsvindt in groepen van vijf kleuters. In deel A worden doe-opdrachten gegeven. De kleuters ontvangen instructies en voeren de gevraagde handelingen uit, zoals bijvoorbeeld een bewegingsopdracht met een hoepel. Deel B omvat zoekopdrachten en keuzeopdrachten. Bij een zoekopdracht wordt een vraag gesteld en moeten de kleuters iets aanwijzen op een grote afbeelding. Bij een keuzeopdracht wordt er uitleg gegeven of wordt er een verhaal voorgelezen, waarna de kleuters uit vier afbeeldingen de juiste moeten kiezen. De focus van het onderzoek ligt op de luistervaardigheid van kleuters, niet op hun Nederlandse spraakvaardigheid. Koala kan zowel op papier als op tablets worden afgenomen door de leerkracht.
Als resultaat van de test worden kinderen ingedeeld in drie groepen:
- kleuters in de groene zone hebben genoeg taalvaardigheid;
- kleuters in de oranje zone hebben extra ondersteuning nodig;
- kleuters in de rode zone hebben waarschijnlijk intensieve begeleiding nodig.